# 北朝鮮人民委員會印
北朝鮮人民委員會印（韓語：북조선인민위원회 인／北朝鮮人民委員會印）是戰後於三八线以北所建立的北朝鲜人民委员会所使用的國家印章，目前所知的印章樣式是在1948年由委員會及委員長金日成所屬名頒布的褒賞狀上。

## 歷史
從1946年2月朝鮮共產黨北朝鮮分局在三八线以北建立臨時政府開始至1948年9月9日由朝鲜民主主义人民共和国取代為止，該印章為朝鮮半島北方政權所使用的最後一方帶有傳統東亞印章風格的國家代表印章，之後成立的北韓印章則改用西方圓形章。

## 印章實例

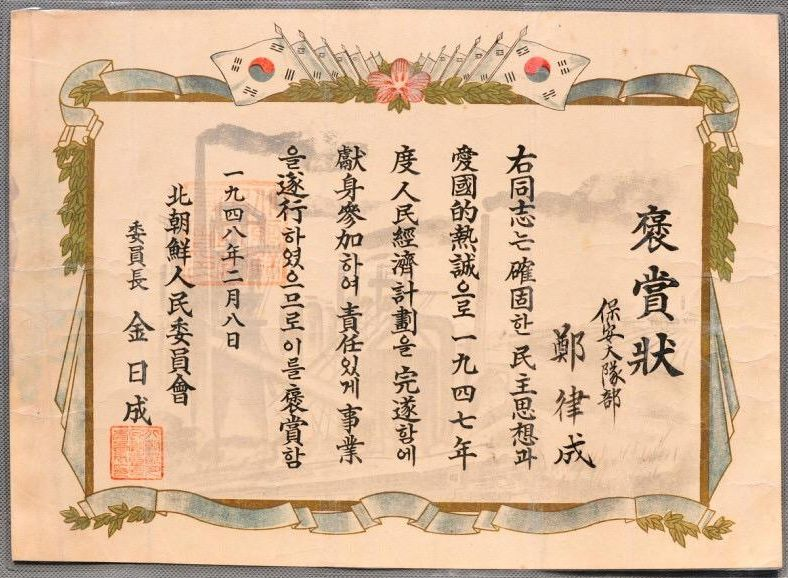
1948年由北朝鮮人民委員會所頒布的褒賞狀，在年份背後蓋有委員會印。
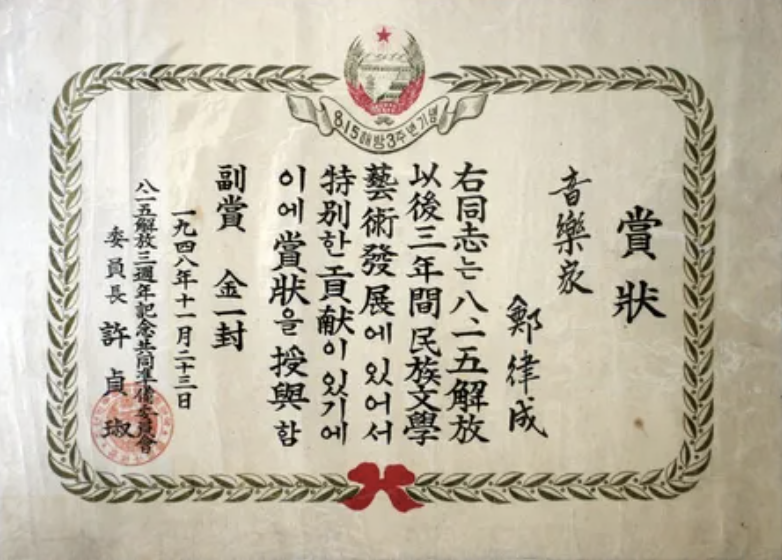
北韓成立以後，開始改用圓形印章，此圖為1948年11月，建國初期所使用的賞狀。